# Демографска историја Зрењанина
Демографска историја Зрењанина

## Подаци из периода турске владавине
У време турске владавине, Бечкерек (данашњи Зрењанин) је био подељен на две махале - српску и турску.

## Подаци из 1753. године
По подацима из 1753. године, Бечкерек (данашњи Зрењанин) означен је као српско-немачко насеље.

## Подаци из 1773. године
По подацима из 1773. године, Бечкерек (данашњи Зрењанин) је имао 721 дом, од којих 625 православних и 96 католичких.

## Подаци из 1891. године
У Великом Бечкереку је крајем 1891. године било православних Срба: 7092 становника, 1515 брачних парова, 1170 домова; родило се 1891. године 322, умрло 311, венчало 90.

## Подаци из 1910. године
Према попису из 1910. године, становништво Бечкерека (данашњег Зрењанина) бројало је 26.006 становника, од којих је:
- 9.148 говорило мађарски језик
- 8.934 говорило српски језик
- 6.811 говорило немачки језик
- 456 говорило словачки језик
- 339 говорило румунски језик

Не може се са сигурношћу рећи да ли су Мађари или Срби били најбројнији народ у граду 1910. године, с обзиром да многи историчари оспоравају тачност резултата пописа из 1910. године будући да овај попис није бележио етничку припадност грађана, нити је бележио искључиво матерњи језик, већ је такође бележио „најчешће говорен језик“, тако да резултати пописа преувеличавају број говорника мађарског језика, с обзиром да је ово био званични језик у то време и многи грађани којима мађарски није био матерњи су изјавили да га најчешће користе у свакодневној комуникацији. У говорнике мађарског језика урачунат је и један део од 1.232 Јевреја, који су живели у граду, а који су се декларисали да се служе мађарским језиком. Још један пропуст пописа из 1910. године био је тај што у попису нису бележени само стални становници града, већ такође и привремени становници, који нису живели у граду већ су овде били стационирани по дужности војне или цивилне службе.

## Подаци из 1921. године
По подацима из 1921. године, становништво Бечкерека (данашњег Зрењанина) је укључивало:
- 39% Срба и Хрвата
- 28% Немаца
- 27% Мађара
- 6% Румуна

## Подаци из 1931. године
По подацима из 1931. године, Бечкерек (данашњи Зрењанин) је имао 32.831 становника, од којих је:
- 13.708 говорило српски, хрватски и словеначки језик
- 9.189 говорило мађарски језик
- 8.164 говорило немачки језик
- 1.292 говорило остале словенске језике

## Подаци из 1961. године
По подацима из 1961. године, Зрењанин је имао 49.020 становника, од којих:
- Срба = 33.234
- Мађара = 11.875
- Хрвата = 996
- Црногораца = 252
- Македонаца = 244
- Словенаца = 232
- Рома = 162

## Подаци из 1971. године
По подацима из 1971. године, Зрењанин је имао 59.630 становника, од којих:
- Срба = 42.514
- Мађара = 10.220
- Југословена = 2.386
- Хрвата = 932
- Црногораца = 456
- Македонаца = 353
- Рома = 226
- Албанаца = 211
- Словенаца = 184

## Подаци из 1981. године
По подацима из 1981. године, Зрењанин је имао 81.327 становника, од којих:
- Срба = 49.839
- Мађара = 17.085
- Југословена = 9.134
- Хрвата = 867
- Рома = 760
- Црногораца = 651
- Македонаца = 542
- Албанаца = 315
- Муслимана = 246
- Словенаца = 146

## Подаци из 1991. године
По подацима из 1991. године, Зрењанин је имао 81.316 становника, од којих:
- Срба = 52.094
- Мађара = 14.312
- Југословена = 8.531
- Рома = 1.495
- Црногораца = 654
- Румуна = 615
- Хрвата = 534
- Македонаца = 525
- Словака = 394
- Муслимана = 332
- Немаца = 237
- Бугара = 153
- Словенаца = 147
- Албанаца = 141

## Подаци из 2002. године
По подацима из 2002. године, Зрењанин је имао 79.773 становника, од којих:
- Срба = 56.560
- Мађара = 11.605
- Југословена = 1.948
- Рома = 1.577
- Румуна = 633
- Хрвата = 484
- Словака = 361
- Македонаца = 334
- Црногораца = 327
- Немаца = 140